# دیوید برنیر
دیوید برنیر (تلفظ اسپانیایی: [daˈβið enˈrike βeɾˈnjeɾ riˈβeɾa]; متولد ۲۱ ژانویه ۱۹۷۷) دندانپزشک و سیاستمدار پروتوریکویی است. برنیر برای اولین بار به عنوان مدیر اجرایی دفتر امور جوانان پورتوریکو شد و بعد از تأیید به عنوان جوانترین وزیر ورزش و تفریح و سرگرمی از پورتوریکو گردید. چهار سال بعد او به اتفاق آرا به عنوان وزیر امور خارجه پورتوریکو برای دولت تأیید شد و در سال ۲۰۱۶ نامزد فرمانداری پورتوریکو از حزب دموکرات شد.

## یادداشت
1. ↑  Caquías Cruz (2015; in Spanish) "En el hogar de la familia Bernier Rivera, en la urbanización San Benito de este municipio, había ayer unos padres nerviosos ante la expectativa del anuncio que en la tarde de hoy dará el quinto de sus seis hijos, al que llaman Quique."[۱]
2. ↑  این نام از رسم نامگذاری اسپانیایی تبعیت می‌کند: نام خانوادگی پدر Bernier  و نام خانوادگی مادر Rivera است..[۲]